# Kaya (musikalbum)
Kaya är ett roots reggae-album av Bob Marley & The Wailers, släppt i mars 1978.
På albumet finns några av Marleys "ljusaste" sånger, såsom "Is This Love" och "Easy Skanking", men även några av hans mörkare som "Satisfy My Soul". Själva begreppet "kaya" är ett av många jamaicanska slangord för den inhemska och förbjudna marijuana, som består av torkade mogna honblommor ("buds") av växtformen av cannabis sativa. Den mest kända biologiskt aktiva kemiska komponenten i cannabis är THC, som har psykoaktiva och fysiologiska effekter när det konsumeras, oftast genom rökning eller genom oralt upptag. Lee Perry har hävdat att han skapat låten "Kaya" under det halvannat år i början av 1970-talet som The Wailers samarbetade med honom, men förmodligen är det så att Perry lagt ned så mycket arbete på att arrangera och mixa låten, att han tycker att den är hans.  "Kaya" med The Wailers spelades in av Perry 1970 och 1971.
Versionen av låten Kaya på detta album har det klockrena sound som var typiskt för Bob Marley & The Wailers under andra halvan av 1970-talet, och inte mycket annat än melodin gemensam med "Sun Is Shining", är ytterligare en nyinspelning av en låt från Perry-tiden, liksom "Satisfy My Soul" som är en ordentlig omarbetad version av "Don't Rock My Boat". Soul Revolution (1971), som spelats in i olika versioner under flera år under Lee Perrys experimentella fas, men under dåliga förhållanden och inte i en helt isolerad studio, blev en hit på nytt då Funkstar Deluxe gjorde en dans-remix av den i början av 2000-talet.
"Running Away" är en ovanligt personlig låt. Marley hade flytt från Jamaica efter att ha blivit skjuten, och han hade förmodligen flytt från ett dåligt äktenskap med hustrun Rita också. Han tillbringade 18 månader utomlands, främst i London och Birmingham i Storbritannien. "Running Away" verkar till en början handla om någon annan, men i slutet övergår låten till att handla om honom själv och verkar snarast syfta på hans äktenskap:
Albumet fick lite kritik av många för att de tyckte Bob Marley & The wailers hade lämnat sina rötter. Många av låtarna handlar om just ganja eller kärlek, detta till följd av att det förra albumet Exodus hade väldigt rebelliska texter. 
I'm not (running away), no, don't say that - don't say that,
'Cause (running away) I'm not running away, ooh! (running away)
I've got to protect my life, (running away)
And I don't want to live with no strife. (running away)
It is better to live on the housetop (running away)
Than to live in a house full of confusion. (running away)
So, I made my decision and I left ya; (running away)
Now you comin' to tell me (running away)
That I'm runnin' away. (running away)
But it's not true, (running 

## Låtlista
Alla låtar skrivna av Bob Marley.
1. "Easy Skanking" - 2:53
2. "Kaya" - 3:15
3. "Is This Love" - 3:52
4. "Sun Is Shining" - 4:58
5. "Satisfy My Soul" - 4:30
6. "She's Gone" - 2:25
7. "Misty Morning" - 3:32
8. "Crisis" - 3:54
9. "Running Away" - 4:15
10. "Time Will Tell" - 3:25

På CD-utgåvan från 2001 tillkommer en bonuslåt:
- Smile Jamaica (version) - 5:02

## Listplaceringar
| Lista (1978)   | Position            |
| -------------- | ------------------- |
| Finland        | 22                  |
| Frankrike      | 6                   |
| Nederländerna  | 22                  |
| Norge          | 6 (VG-lista)        |
| Nya Zeeland    | 6                   |
| Storbritannien | 4 (UK Albums Chart) |
| Sverige        | 14 (Topplistan)     |
| USA            | 50 (Billboard 200)  |

## Fotnot
1. ↑  Johnnys Library of Bob Marley's Lyrics:African Herbsman (föreningsledd sajt) "Kaya"
2. ↑  Enligt samlingsboxen The complete Bob Marley & The Wailers 1967 to 1972 part II/JAD: Where the Legend Began JAD Records, Koch International (1997)
3. ↑  ”Listplacering”. http://suomenlistalevyt.blogspot.com/2015/08/mam-marl.html. Läst 25 oktober 2021.
4. ↑  ”infodisc.fr, välj "Bob Marley & The Wailers"”. http://www.infodisc.fr/Album_Liste_Selection2.php?Lettre=M. Läst 25 oktober 2021.
5. ↑  ”Listplacering”. https://dutchcharts.nl/showitem.asp?interpret=Bob+Marley+%26+The+Wailers&titel=Kaya&cat=a. Läst 25 oktober 2021.
6. ↑  ”Listplacering”. https://www.vglista.no/album/kaya/. Läst 25 oktober 2021.
7. ↑  ”Listplacering”. https://charts.nz/showitem.asp?interpret=Bob+Marley+%26+The+Wailers&titel=Kaya&cat=a. Läst 25 oktober 2021.
8. ↑  ”Bob Marley Chart History” (på engelska). The Official UK Charts Company. https://www.officialcharts.com/artist/31532/bob-marley-and-the-wailers/. Läst 25 oktober 2021.
9. ↑  ”Bob Marley - Kaya” (på engelska). swedishcharts.com. Hung Medien. https://swedishcharts.com/showitem.asp?interpret=Bob+Marley+%26+The+Wailers&titel=Kaya&cat=a. Läst 25 oktober 2021.
10. ↑  ”Billboard 200, Listplacering”. https://www.billboard.com/charts/billboard-200/1978-05-27. Läst 25 oktober 2021.